# Riccardo Morandotti
Riccardo Morandotti (nacido el 18 de septiembre de 1965 en Milán, Italia)  es un exjugador italiano de baloncesto. Con 2.00 de estatura, jugaba en la posición de Ala-pívot.

## Equipos
- 1982-1990 Auxilium Torino
- 1990-1991 Scaligera Verona
- 1991-1996 Virtus Bologna
- 1996-1997 Pallacanestro Varese
- 1996-1997 Virtus Bologna
- 1998-1999  Roseto
- 1999-2000  Sporting Club Gira
- 1999-2000 Basket Trapani

## Palmarés
- LEGA: 4

Virtus Bologna: 1992-93, 1993-94, 1994-95, 1997-98
- Copa Italia: 1

Scaligera Verona: 1991.
- Euroliga: 1

Virtus Bologna: 1998